# 미아리고개
미아리고개(彌阿里─)는 서울특별시 성북구에 있는 고개이다.
돈암동 고개 혹은 돈암현이라고도 하며, 돈암동과 길음동 사이의 미아로에 존재한다. 미아로는 돈암동로터리를 기점으로 돈암동, 길음동을 동북방향으로 뻗어 미아사거리까지 폭 25m, 길이 1.5km이다.
서울 지하철 4호선 길음역과 성신여대입구역이 근처에 있다.
한국전쟁 당시 조선인민군과 대한민국 국군간의 교전이 벌어졌던 곳으로 인민군이 후퇴할 때, 함께 데려간 사람들도 가족들은 이 곳에서 마지막으로 배웅해야 했다고 전해진다.
이 당시 이러한 일화를 바탕으로 <단장의 미아리고개>라는 트로트곡도 발표되었다.
미아리고개에서 돈암동으로 가는 길 사이에 미아리 점성촌을 이루고 있는데, 1960년대에서부터 자리잡기 시작하여 1980년대에는 100여 개 이상의 점집들로 이루어졌으나, 2009년 기준으로는 18곳만 남은 상태로 사라져 가고 있다.
또 미아리고개는 예전 연인들이 이별하던 곳이라 하여 트로트곡인 금잔디 - < 신 사랑고개 >도 있다.

## 같이 보기
- 길음역
- 길음 뉴타운
- 단장의 미아리고개
- 동선동
- 성신여대입구역